# Kiosque à musique de Marengo
Le kiosque à musique de Marengo est un kiosque de Saint-Étienne dans le département de la Loire. Il est inscrit au titre des monuments historiques par arrêté du 2 février 1987.